# 松島 (松島町)

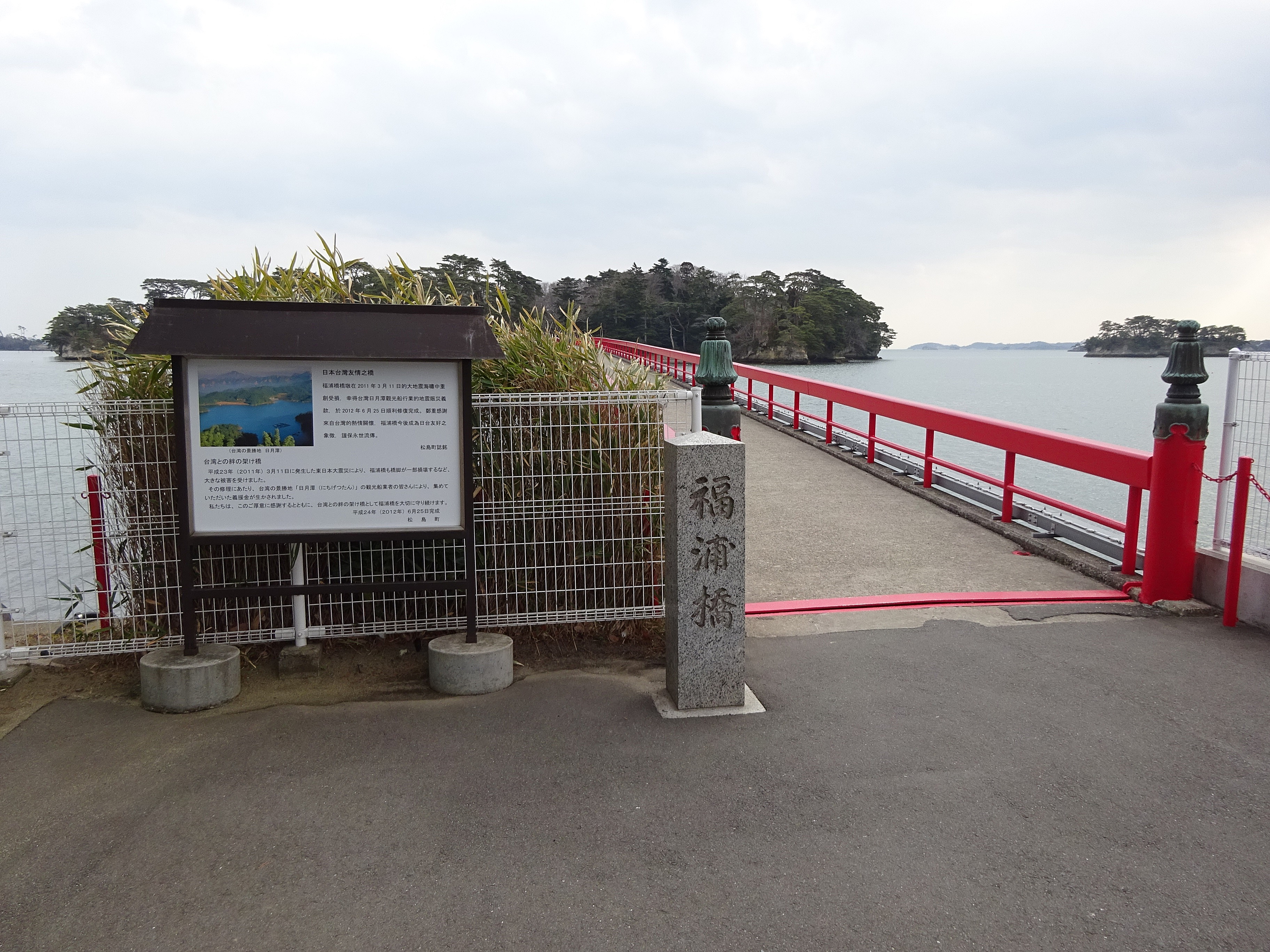
福浦島と福浦橋
（縁に恵まれる”出会い橋“として知られる）

松島（まつしま、英語: Matsushima）は、宮城県宮城郡松島町の大字。旧宮城郡松島村、宮城郡松島村松島に相当する。郵便番号は981-0213。松島町ホームページによると2022年2月末時点での人口は1,729人である。

## 概要
域内には日本三景松島や瑞巌寺、円通院といった観光地があり、観光資源が豊富であるため、旅館や土産店が集中している。

## 地理
町の南端に位置し、東は高城と、西は宮城郡利府町と接する。
ほとんどが山地であり、平地は少なく、雄島・福浦島といった大小多くの島を擁する。

### 海洋・河川
- 松島湾
- 高城川

### 山
- 扇谷山（松島四大観の一つ）
- 双観山（松島四大観の一つ）

### 小字
運輸局公表の「東北運輸局宮城運輸支局住所コード表」（2024年11月1日時点）、松島町例規「松島町区長等設置規則」（2024年9月13日施行）によれば、松島の小字は以下の通りである。
| 大字 | 小字       | 出典         | 出典 |
| 大字 | 小字       | 運輸局コード | 例規 |
| ---- | ---------- | ------------ | ---- |
| 松島 | 字犬田     | ○            | ○    |
| 松島 | 字町頭     | ○            | ○    |
| 松島 | 字三十刈   | ○            | ○    |
| 松島 | 字湯ノ原   | ○            | ○    |
| 松島 | 字猪ノ原   | ○            | ○    |
| 松島 | 字町内     | ○            | ○    |
| 松島 | 字浪打田   | ○            | ○    |
| 松島 | 字霞ケ浦   | ○            | ○    |
| 松島 | 字小石浜   | ○            | ○    |
| 松島 | 字桜岡入   | ○            | ○    |
| 松島 | 字普賢堂   | ○            | ○    |
| 松島 | 字仙随     | ○            | ○    |
| 松島 | 字福浦島   | ○            | ○    |
| 松島 | 字葉山沢   | ○            | ○    |
| 松島 | 字松本崎   | ○            | ○    |
| 松島 | 字寺裏     | ○            | ○    |
| 松島 | 字道珍浜   | ○            | ○    |
| 松島 | 字愛宕裏   | ○            | ○    |
| 松島 | 字蛇ケ崎右 | ○            | ○    |
| 松島 | 字垣ノ内   | ○            | ○    |
| 松島 | 字陰ノ浜   | ○            | ○    |
| 松島 | 字東浜     | ○            | ○    |
| 松島 | 字香徳ヶ浦 | ○            | ○    |
| 松島 | 字碇田     | ○            | ○    |
| 松島 | 字間坂     | ○            | ○    |
| 松島 | 字小梨屋   | ○            | ○    |
| 松島 | 字朝日島   | ×            | ○    |
| 松島 | 字石田沢   | ×            | ○    |
| 松島 | 字打越     | ×            | ○    |
| 松島 | 字江添     | ×            | ○    |
| 松島 | 字大佐野   | ×            | ○    |
| 松島 | 字大沢平   | ×            | ○    |
| 松島 | 字鬼膝附   | ×            | ○    |
| 松島 | 字雁金森   | ×            | ○    |
| 松島 | 字狐ヶ岩屋 | ×            | ○    |
| 松島 | 字九ノ島   | ×            | ○    |
| 松島 | 字小杉ヶ浦 | ×            | ○    |
| 松島 | 字小松入   | ×            | ○    |
| 松島 | 字島       | ×            | ○    |
| 松島 | 字清水入   | ×            | ○    |
| 松島 | 字寺下     | ×            | ○    |
| 松島 | 字撫ノ下   | ×            | ○    |
| 松島 | 字早坂     | ×            | ○    |
| 松島 | 字葉山下   | ×            | ○    |
| 松島 | 字判官     | ×            | ○    |
| 松島 | 字山崎     | ×            | ○    |
| 松島 | 字蓮花山   | ×            | ○    |

## 交通

### 鉄道
- 松島駅（JR東北本線）
- 松島海岸駅（JR仙石線）

### 道路
- 国道45号
- 宮城県道144号赤沼松島線
- 宮城県道213号松島停車場線
- 金華山道
- 松島パノラマライン

### バス
- 松島町営バス[6]

## 学区
松島町立松島第一小学校・松島町立松島中学校へ進学する。

## 施設
- 松島町立松島第一幼稚園
- 松島町立松島第一小学校
- 松島町役場
- 円通院
- 建長寺
- 五大堂
- 瑞巌寺
- 葉山神社：地元の人々には「お葉山さん」と親しまれ、信仰を集めている。
- 日吉山王社
- 臨済宗万歳山陽徳院
- 松島
- 松島港
- 西行戻しの松公園

## 人口
2022年（令和4年）3月1日月末時点での人口は以下の通りである。
| 世帯数  | 男    | 女    | 計      |
| ------- | ----- | ----- | ------- |
| 800世帯 | 813人 | 916人 | 1,729人 |